# Fan (Fluss)
Der Fan (albanisch unbestimmt: Fan; bestimmt Fani) ist ein Fluss in Nordalbanien. Er ist der größte Nebenfluss des Mat, mit dem er sich 25 km vor dessen Mündung ins Adriatische Meer vereinigt. Der Fan entwässert fast vollständig die Region Mirdita – neben dem Kreis Mirdita auch große Gebiete des Kreises Puka und den östlichsten Teil des Kreises Lezha. Das 1076 km² große Einzugsgebiet grenzt im Osten, Norden und Westen an dasjenige des Drin, des größten albanischen Flusses.

## Lauf und Landschaft

### Quellflüsse
Als Fan wird der Fluss nur auf einer Strecke von rund 15 km oberhalb der Mündung in den Mat bezeichnet. Bei der Stadt Rrëshen vereinigen sich die beiden Arme Fan i Madh (Großer Fan) und Fan i Vogël (Kleiner Fan) zum Fan. Die Quelle des Fan i Madh liegt mehr als 50 km weiter im Norden in der Region des Städtchens Fushë-Arrëz. Der rund 40 km lange Fan i Vogël verläuft weiter östlich. In diesem Tal liegt der Ort Orosh, vor dem Zweiten Weltkrieg das Zentrum der Mirdita mit Burg des lokalen Herrschers und Kathedrale. Unweit davon liegt Spaç, eines der berüchtigtsten Gefangenenlager im kommunistischen Albanien.
Beide Hauptarme durchqueren in tief eingeschnittenen Tälern das Bergland der Mirdita in mehrheitlich südwestlicher Richtung. Während die Autostraße nach Nordostalbanien und Kukës über weite Strecken auf dem Bergrücken zwischen den beiden Flüssen verläuft, wurde die neue Autobahn nach Kosovo im bisher kaum erschlossenen Tal des Fan i Vogël erbaut.

### Kraftwerk-Kaskade
Drei Kilometer oberhalb des Zusammenflusses wird der Fan i Madh zum Qafë-Molla-See (Liqen i Qafë Mollës) gestaut. Der Stausee mit einer 92 Meter hohen und 400 Meter langen Staumauer (Diga e Urës se Fangut) hat eine Fläche von 7,5 km² und ein Volumen von 203 Millionen m³. Das Wasser vom See wird über rund zehn Kilometer zum Turbinenhaus in Fangu südlich von Rubik geleitet. Das Kraftwerk hat eine Leistung von 74,6 MW.
Das Kraftwerk Fangu zählt zu den größeren des Landes und ist Teil einer ganzen Kaskade, die bei Baubeginn im Jahr 2013 und 2019 am Flusssystem erbaut wurde. Betreiberin der Kraftwerke ist die türkische Ayen SA.

Etwas oberhalb vom See am Fan i Madh wurde 2017 das Kraftwerk Peshqesh mit einer Leistung von 27,94 MW in Betrieb genommen. Ihm wird auch Wasser vom Fan i Vogël zugeleitet, das bei Reps gefasst wird. Zwei weitere kleine Kraftwerke befinden sich weiter nördlich am Fan i Madh bei Gojan und Gjegjan.

### Mittel- und Unterlauf
Das Tal des vereinigten Fan von Rrëshen abwärts wird bestimmt vom breiten, kiesigen Flussbett. Die Straße, die zwischenzeitlich durch die Autobahn ersetzte Eisenbahnlinie und die wenigen Dörfer, von denen die Bergwerksstadt Rubik die wichtigste ist, drängen sich im schmalen ebenen Streifen zwischen Fluss und Berghang.
Vom Skanderbeggebirge nach Süden abgedrängt, fließt der Fluss dem Mat zu.

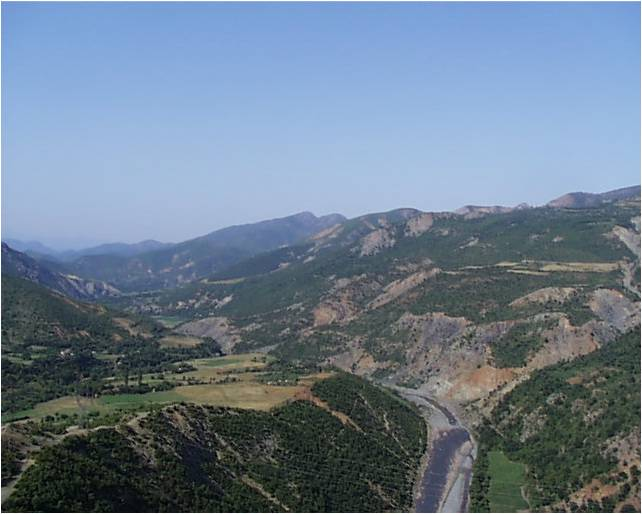
Tal des Fan i Vogël bei Orosh
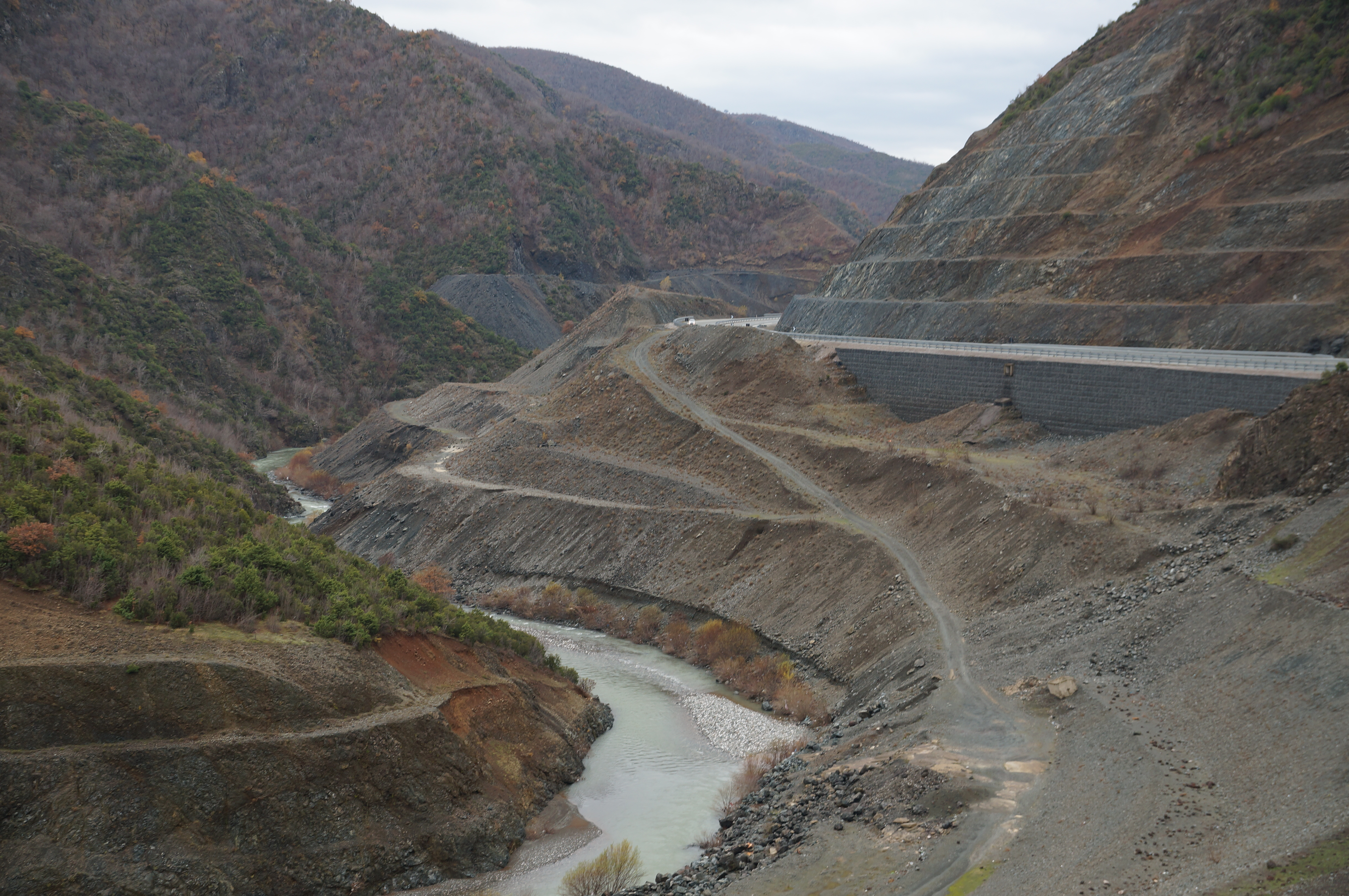
Fan i Vogël unterhalb von Reps mit der neuen Autobahn

## Hydrographie
Wie bei den meisten albanischen Flüssen schwankt auch die Abflussmenge des Fan im Jahresverlauf sehr stark. Während er im Sommer fast zum Rinnsal wird, füllt sich das breite Flussbett im Winter. 1969/70 wurden bei Rubik im Dezember durchschnittlich 220 m³ pro Sekunde gemessen, im August hingegen lediglich 5,19 m³ pro Sekunde. Plötzlich auftretendes Hochwasser kommt immer wieder vor. In der Mitte der 1990er Jahre und 2002 ist der Fan über die Ufer getreten und hat in den Dörfern am Unterlauf erhebliche Schäden angerichtet.
Seit 2017 fließt ein beträchtlicher Teil des Wassers nicht mehr durch das Flussbett, sondern durch ein System von Tunneln und Druckröhren zu Wasserkraftwerken.